# 彭勇炎
彭勇炎（1908年—？），男，土家族，湖南保靖人，中国耳鼻喉科学家，曾任湖南医学院教授、博士生导师。